# سرودخوان جامائیکا
سرودخوان جامائیکا (نام علمی: Vireo modestus) نام یک گونه از سرده سرودخوان است.